# Sjöhistoriska samfundet
Sjöhistoriska Samfundet grundades 1939 med målsättning att bidraga till utforskandet av sjöhistorien, i första hand den svenska. Samfundet utger tidskriften Forum navale. Samfundet förvaltar även Sune Örtendahls stiftelse som stödjer publiceringen av skrifter som ingår i Forum navales skriftserie.